# San Giorgio e il drago (Moreau)
San Giorgio e il drago (Saint Georges et le Dragon) è un dipinto a olio su tela realizzato dal pittore francese Gustave Moreau nel 1889 e conservato alla National Gallery di Londra.

## Storia
Commissionato nel 1889 dal collezionista marsigliese Louis Mante, il dipinto rappresenta un soggetto a cui Moreau stava lavorando da oltre un decennio. Pur non essendo un cristiano devoto, Moreau ebbe un certo interesse per la figura di san Giorgio sin dalla giovinezza: nel 1857, appena arrivato a Venezia, si recò alla Scuola di San Giorgio degli Schiavoni e realizzò una copia del San Giorgio e il drago di Vittore Carpaccio. Uno studio ai raggi X ha rivelato che il disegno originale sulla tela era molto simile a un acquerello realizzato nel 1869 e conservato in una collezione privata di Stoccarda. Mante acquistò la tela nel dicembre 1890 per la cifra di novemila franchi.

## Descrizione e analisi
Moreau dipinge un san Giorgio particolarmente efebico, un giovane uomo che si scaglia contro il drago mentre la principessa prega serena, quasi indifferente, in una posizione sopraelevata. Lo stesso santo ha un atteggiamento ieratico e sembra non essere particolarmente coinvolto nella vicenda, come ebbe modo di sottolineare anche Marcel Proust.
Il modello di riferimento è la tela omonima di Raffaello, che Moreau aveva avuto modo di studiare al Louvre e da cui prende in prestito elementi quali il mantello svolazzante, l'elmo e il cavallo impennato. 
La tela è quasi una summa dell'opera di Moreau e racchiude molte delle sue influenze stilistiche, tra cui l'arte rinascimentale, bizantina, gotica e persiana. Il sincretismo artistico si riflette anche nel contenuto: il castello alle spalle della principessa è in stile moresco, mentre la torre con la cupola è ispirata alla chiesa romanica di Notre-Dame la Grande a Poitiers.